# Achilleis (Stacjusz)

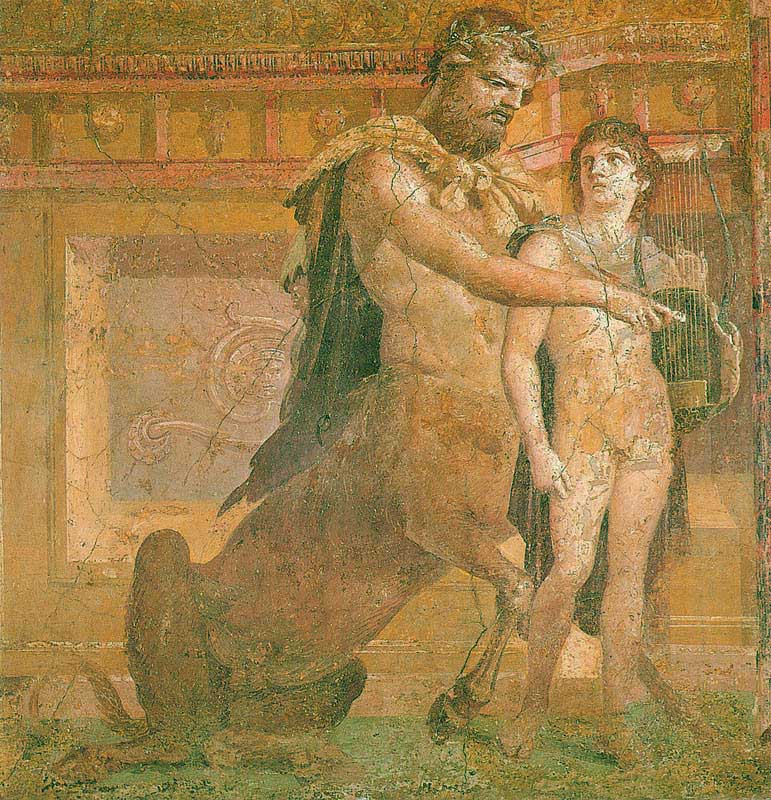
Chiron uczy młodego Achillesa. Fresk starorzymski.

Achilleis – nieukończony epos bohaterski rzymskiego poety Stacjusza, znanego szerzej jako autor poematu epickiego Tebaida. Utwór opowiada o młodości Achillesa. Przedstawiony w nim został pobyt przyszłego bohatera wojny trojańskiej na wyspie Skyros. Epos składa się z dwóch ksiąg, przy czym druga zawiera tylko 160 wersów.
Magnanimum Aeaciden formidatamque Tonanti

progeniem et patrio vetitam succedere caelo,

diva, refer. quamquam acta viri multum inclita cantu

Maeonio (sed plura vacant), nos ire per omnem—

sic amor est—heroa velis Scyroque latentem 

Dulichia proferre tuba nec in Hectore tracto

sistere, sed tota iuvenem deducere Troia.